# Алексеев, Николай Фомич
Николай Фомич Алексеев (1851—1912) — генерал-лейтенант в отставке.

## Биография
Родился 30 ноября (12 декабря) 1851 года.
Окончил Сибирскую военную гимназию (1869) и Николаевское инженерное училище (1872), по 1-му разряду. Был направлен в Туркестанскую сапёрную роту; подпоручик с 1872 года, поручик (за отличие) с 18 января 1874 года; штабс-капитан со 2 сентября 1878 года. В 1874 году был награждён орденом Св. Анны 4-й ст. Служил в Одессе, был командиром минной роты.
По 2-му разряду окончил Николаевскую инженерную академию. В 1885 году за отличие был произведён в капитаны; с 30 августа 1891 года — подполковник. В 1893 году был награждён орденом Св. Станислава 2-й ст. С 1895 года командовал сапёрным батальоном; в 1898 году произведён в полковники, в 1901 году получил орден Св. Анны 2-й ст. В 1903—1905 гг. был делопроизводителем Технической части Управления начальника Черноморского побережья.
С производством 12 марта 1907 года в генерал-майоры он был назначен начальником сформированной в январе того же года Иркутской сапёрной бригады. После её расформирования в 1910 году с 19 октября занимал должность инспектора полевых инженеров войск Иркутского военного округа; награждён орденом Св. Станислава 1-й ст. Вышел в отставку с производством в генерал-лейтенанты 30 ноября 1911 года.
Умер в Ялте в 1912 году. Похоронен на Иоанно-Златоустовском кладбище.
Был женат на Варваре Михайловне Бодиско (1854—?), дочери декабриста М. А. Бодиско. Их дети:
- Наталья (1884—1959), в замужестве Невежина
- Нина (1885—1975)
- Людмила (1890—1964)
- Евгения (1900—1976), в замужестве Доренская